# Чахлэул (футбольный клуб)
«Чахлэул» (рум. Fotbal Club Ceahlăul) — румынский футбольный клуб из города Пьятра-Нямц, выступающий в Лиге 2. Основан 20 октября 1919 года. Домашние матчи проводит на стадионе «Чахлэул», вмещающем 18 000 зрителей.

## История
Клуб получил своё название в честь горы Чахлэу. В 1993—2004 годах команда выступала Лиге I. В сезоне 2010/2011 клуб выиграл чемпионат Лиги II и вышел в Лигу I.

## Достижения
- Победитель Лиги II Румынии (4)

1992/1993, 2005/2006, 2008/2009, 2010/2011
- Победитель Лиги III Румынии (2)

1964/1965, 1979/1980

## Известные игроки
- Валериу Бордяну
- Дорин Гоян
- Адриан Михай Йенчи
- Космин Бэркэуан
- Арман Карамян